# Kramer vs. Kramer
Kramer vs. Kramer (bra: Kramer vs. Kramer; prt: Kramer contra Kramer) é um filme estado-unidense de 1979, do gênero drama, escrito e realizado por Robert Benton, baseado no romance homónimo de Avery Corman.
O filme conta a história de um divórcio, relatando seu impacto sobre a vida dos envolvidos, com foco nas nuances da briga judicial pela guarda do filho do ex-casal, ainda criança.

## Sinopse
Para Ted Kramer, o trabalho vem antes da família e Joanna, sua mulher, descontente com a situação, sai de casa, deixando Billy, o filho do casal, com o pai. Ted então tem que se preocupar com o menino, dividindo-se entre o trabalho, o cuidado com o filho e as tarefas domésticas. Quando consegue ajustar a estas novas responsabilidades, Joanna reaparece exigindo a guarda da criança. Ted porém se recusa e os dois vão para o tribunal lutar pela custódia de Billy.

## Elenco
- Dustin Hoffman .... Ted Kramer
- Meryl Streep .... Joanna Kramer
- Justin Henry .... Billy Kramer
- Jane Alexander .... Margaret Phelps
- Howard Duff .... John Shaunessy
- George Coe .... Jim O'Connor
- JoBeth Williams .... Phyllis Bernard
- Bill Moor .... Gressen
- Howlard Chamberlain .... juiz Atkins
- Jack Ramage .... Spencer
- Jess Osuna .... Ackerman
- Ellen Parker .... professora

## Principais prêmios e indicações
| Premiação                        | Categoria                | Recipiente          | Resultado                   |
| -------------------------------- | ------------------------ | ------------------- | --------------------------- |
| Oscar 1980                       | melhor filme             |                     | Venceu                      |
| Oscar 1980                       | melhor diretor           | Robert Benton       | Venceu                      |
| Oscar 1980                       | melhor ator              | Dustin Hoffman      | Venceu                      |
| Oscar 1980                       | melhor atriz coadjuvante | Meryl Streep        | Venceu                      |
| Oscar 1980                       | melhor roteiro adaptado  | Robert Benton       | Venceu                      |
| Oscar 1980                       | melhor fotografia        | Néstor Almendros    | Indicado                    |
| Oscar 1980                       | Melhor atriz coadjuvante | Jane Alexander      | Indicado                    |
| Oscar 1980                       | melhor ator coadjuvante  | Justin Henry        | Indicado                    |
| Oscar 1980                       | melhor edição            | Gerald B. Greenberg | Indicado                    |
| Globo de Ouro 1980               | Melhor filme - drama     |                     | Venceu                      |
| Globo de Ouro 1980               | Melhor roteiro           | Robert Benton       | Venceu                      |
| Globo de Ouro 1980               | Melhor ator - drama      | Dustin Hoffman      | Venceu                      |
| Globo de Ouro 1980               | Melhor atriz coadjuvante | Meryl Streep        | Venceu                      |
| Globo de Ouro 1980               | Melhor atriz coadjuvante | Jane Alexander      | Indicado                    |
| Globo de Ouro 1980               | Melhor ator coadjuvante  | Justin Henry        | Indicado                    |
| Globo de Ouro 1980               | Revelação masculina      | Justin Henry        | Indicado                    |
| BAFTA 1981                       | Melhor filme             |                     | Indicado[carece de fontes?] |
| BAFTA 1981                       | Melhor diretor           | Robert Benton       | Indicado[carece de fontes?] |
| BAFTA 1981                       | Melhor atriz             | Meryl Streep        | Indicado[carece de fontes?] |
| BAFTA 1981                       | Melhor ator              | Dustin Hoffman      | Indicado[carece de fontes?] |
| BAFTA 1981                       | Melhor montagem          | Gerald B. Greenberg | Indicado[carece de fontes?] |
| BAFTA 1981                       | Melhor roteiro adaptado  | Robert Benton       | Indicado[carece de fontes?] |
| Prêmio César 1981                | Melhor filme estrangeiro |                     | Indicado[carece de fontes?] |
| Prêmio David di Donatello 1980   | Melhor ator estrangeiro  | Dustin Hoffman      | Venceu[carece de fontes?]   |
| Prêmio David di Donatello 1980   | Melhor filme estrangeiro |                     | Venceu[carece de fontes?]   |
| Prêmio David di Donatello 1980   | Prêmio especial          | Justin Henry        | Venceu[carece de fontes?]   |
| Prêmio NYFCC 1979                | Melhor filme             |                     | Venceu[carece de fontes?]   |
| Prêmio NYFCC 1979                | Melhor ator              | Dustin Hoffman      | Venceu[carece de fontes?]   |
| Prêmio NYFCC 1979                | Melhor atriz coadjuvante | Meryl Streep        | Venceu[carece de fontes?]   |
| Academia Japonesa de Cinema 1981 | Melhor filme estrangeiro |                     | Venceu[carece de fontes?]   |